# 葛山信貞
葛山 信貞（かつらやま のぶさだ）は、戦国時代から安土桃山時代にかけての武将。駿河国葛山領の分郡領主で、葛山城城主。武田信玄の六男で、葛山氏元の養子。

## 略歴
甲斐国の戦国大名・武田信玄の六男（武田氏系図類による）、生母は油川夫人と伝わる。生年は不詳であるが、同母兄・同母姉の仁科盛信、菊姫がそれぞれ弘治3年（1557年）、永禄元年（1558年）生まれで、同母妹の松姫が永禄4年（1561年）であることから、永禄2年（1559年）頃の出生と推定されている。
永禄11年（1568年）に武田信玄が今川領の駿河へ侵攻（駿河侵攻）した際には、駿東郡の国衆・葛山氏元をはじめとした今川家臣の一部も武田方に内応するが、相模の後北条氏が駿相同盟に基づいて今川領国に出兵したため、葛山領は北条勢により接収され、氏元は駿河富士郡へ逃れている。元亀2年（1571年）には武田方による駿東郡の深沢城が奪還されると旧葛山領は回復し、同年には甲相同盟の復活で支配も安定化した。
葛山領では元亀3年（1572年）には武田氏の発給文書が見られ、これ以前に信貞が氏元の婿養子となって葛山氏を継承したとみられている。信玄前期には信濃侵攻において服従させた信濃国名族に対し実子に名跡を継がせて懐柔させる支配政策を行っており、信貞の異母兄の勝頼は諏訪氏を、同母兄の盛信は仁科氏をそれぞれ継承しており、葛山氏を継承した信貞も駿河における同様の支配方針であると位置づけられている。
葛山氏を継承した頃の信貞は10代前半と推定されており、葛山領での発給文書も多くが信玄判物であり、信貞は葛山城には在城せず、甲府在府であったと考えられている。現地での政務は葛山氏の庶流・御宿氏の一族で武田家臣であった御宿友綱（「武田源氏一流系図」によれば信貞の「軍代」とされる）が代行したと考えられており、友綱の文書が見られる。一方、葛山領は信玄・勝頼の判物が多く、葛山氏の分郡領主化は完成せず支配も安定的でなかった可能性が指摘されている。
天正元年（1573年）2月末、謀反の嫌疑によって養父・氏元は諏訪において誅殺されており（仏眼禅師語録）、黒田基樹は信玄の亡くなる直前のことであるため信貞を巡る環境を整えることを優先して強引に処置した可能性を指摘している。
御館の乱の際に武田勝頼は上杉景勝と上杉景虎の和平を斡旋し、信貞も景勝の取次に当たっている。
天正10年（1582年）、織田信長の甲州征伐の際には小山田信茂等と共に兄の勝頼から離反（『甲陽軍鑑』末書）したが、勝頼が自害してから13日後の3月24日に甲府の甲斐善光寺において信茂等と共に討たれた（『甲乱記』）。これによって駿河国衆・葛山氏は滅亡した。

## 子に関する伝説
- 『摂戦実録』によると、御宿友綱の子で大坂夏の陣の最終戦である天王寺・岡山の戦いにて戦死した御宿政友は信貞の実子とされるが、信貞の生年は永禄2年（1559年）頃と考えられており、政友の生年は永禄10年（1567年）とされることからすると信憑性に乏しい。
- 『武田源氏一流系図』によれば信貞には貞友という男子があったといい、貞友は御宿源左衛門と称して御宿政友に従って大坂の陣を戦い、戦後は黒田忠之に仕え、剃髪して「葛山信哲斎」と号して八十有余で亡くなったとされる。没年は延宝元年（1673年）とされる（「武田系図」）が、その場合には信貞の没年と合わない。